# En man som heter Ove (film)
En man som heter Ove ("Een man die Ove heet") is een Zweedse dramafilm uit 2015 van Hannes Holm. De film is gebaseerd op de gelijknamige roman uit 2012 van Fredrik Backman.
In 2016 werd de film genomineerd voor zes Guldbaggen, waarvan er twee gewonnen werden, en de film behaalde eveneens de publieksprijs.

## Verhaal
De 59-jarige Ove werd een aantal jaren geleden ontslagen als voorzitter van de condominium-vereniging. Hij negeert dit ontslag en volhardt nog steeds in het toezicht houden in zijn buurt. Wanneer de zwangere Parvaneh en haar familie naar het huis aan de overkant van de straat verhuizen en ze per ongeluk de brievenbus van Ove uitrijdt met haar wagen blijkt het het begin van een onverwachte vriendschap.

## Rolverdeling
| Acteur            | Personage   |
| ----------------- | ----------- |
| Rolf Lassgård     | Ove         |
| Bahar Pars        | Parvaneh    |
| Filip Berg        | jonge Ove   |
| Ida Engvoll       | Sonja       |
| Tobias Almborg    | Patrick     |
| Klas Wiljergård   | Jimmy       |
| Chatarina Larsson | Anita       |
| Börje Lundberg    | Rune        |
| Stefan Gödicke    | Ove's vader |

## Productie
De film werd geselecteerd als Zweedse inzending voor de beste niet-Engelstalige film voor de 89ste Oscaruitreiking.

## Prijzen en nominaties
De belangrijkste:
| Jaar | Prijs     | Categorie                 | Genomineerde(n)             | Uitslag     |
| ---- | --------- | ------------------------- | --------------------------- | ----------- |
| 2016 | Guldbagge | Beste film                | Beste film                  | Genomineerd |
| 2016 | Guldbagge | Beste mannelijke hoofdrol | Rolf Lassgård               | Gewonnen    |
| 2016 | Guldbagge | Beste vrouwelijke bijrol  | Bahar Pars                  | Genomineerd |
| 2016 | Guldbagge | Beste cinematografie      | Göran Hallberg              | Genomineerd |
| 2016 | Guldbagge | Beste make-up/kapsel      | Eva von Bahr en Love Larson | Gewonnen    |
| 2016 | Guldbagge | Beste visuele effecten    | Torbjörn Olsson             | Genomineerd |
| 2016 | Guldbagge | Biopublikens pris         | Biopublikens pris           | Gewonnen    |